# Майже законно
«Майже законно» (англ. National Lampoon's Barely Legal) — кінокомедія про трьох учнів, які вирішили підзаробити на продажі порнографічних фільмів.

## Сюжет
Метт, Фред і Дікон — приятелі-старшокласники, які постійно думають про секс, але не отримують його. Вони вирішують зняти порнографічний фільм. Так вони зможуть отримати жінок і гроші. В захваті від своєї ідеї парубки вирушають на пошуки акторок.

## У ролях
| Актор            | Роль         |
| ---------------- | ------------ |
| Ерік фон Деттен  | Дікон        |
| Тоні Денмен      | Фред         |
| Деніель Фарбер   | Метт         |
| Сара-Джейн Поттс | Ешлі         |
| Емі Смарт        | Наомі        |
| Том Арнольд      | містер Льюїс |
| Дей Янг          | місіс Льюїс  |
| Рейлі Сміт       | Джейк        |
| Семм Левін       | Роджер       |

## Знімальна група
- Кінорежисер — Девід Мікі Еванс
- Сценарист — Девід Г. Стейнберг
- Кінопродюсери — Кітгі Коган, Бред Кревой, Клаус Реттіг
- Композитор — Ендрю Гросс
- Кінооператор — Джон Б. Аронсон
- Кіномонтаж — Гаррі Керамідас
- Художник-постановник — Брент Томас
- Артдиректор — Роксана Метхот
- Художник по костюмах — Йорі Вудмен
- Підбір акторів — Ден Шейнер, Майкл Теста[2].

## Сприйняття
Фільм отримав негативні відгуки. На сайті Rotten Tomatoes оцінка стрічки становить 25 % від глядачів із середньою оцінкою 2,8/5 (10 022 голосів). Фільму зарахований «розсипаний попкорн» від глядачів, Internet Movie Database — 4,8/10 (5 531 голос).